# Giurisprudenza
La giurisprudenza (termine derivante dal latino iurisprudentia, sostantivato dall'aggettivo iurisprudens, cioè prudens iuris: «esperto del diritto», o «scienza giuridica») è la disciplina che studia il diritto e la sua interpretazione giuridica. In senso più ristretto e tecnico, il termine indica l'insieme delle sentenze e delle decisioni attraverso cui gli organi giudicanti di uno Stato interpretano le leggi applicandole ai casi concreti che si presentano loro.

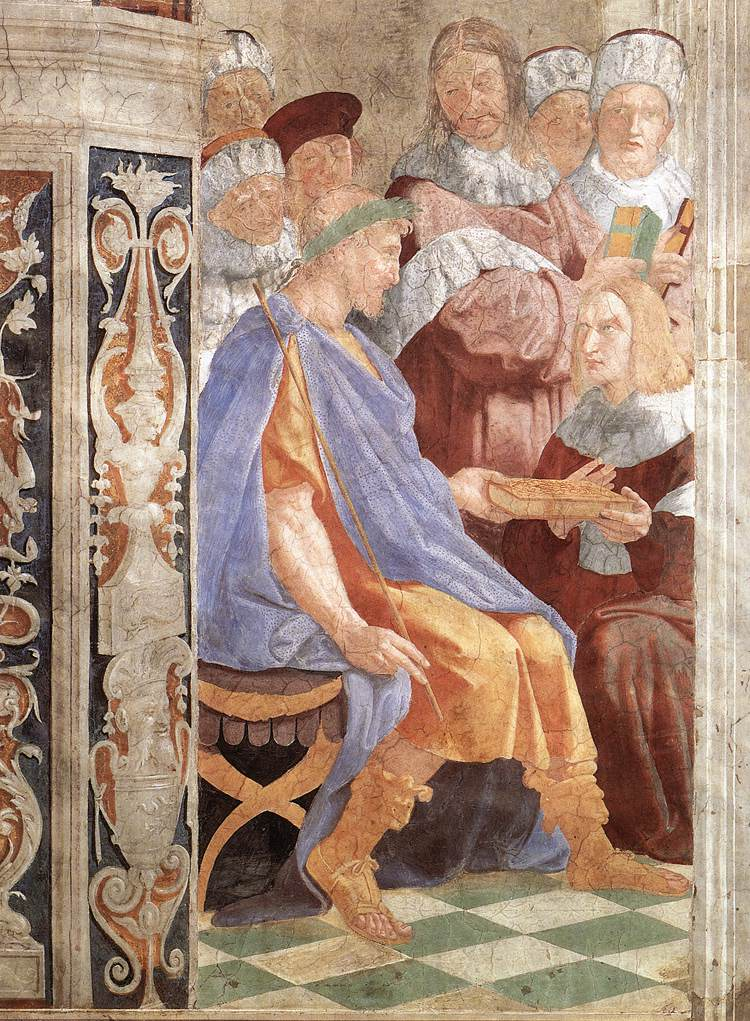
Triboniano consegna le Pandette a Giustiniano, allegoria della Giurisprudenza ad opera di Raffaello nella Stanza della Segnatura ai Musei Vaticani.

Alla giurisprudenza si affianca normalmente la dottrina, intesa quale attività di studio scientifico ed elaborazione intellettuale del diritto. In alcuni sistemi giuridici, come in quelli di common law, la giurisprudenza, intesa, in questo caso, come complesso delle decisioni giudiziarie, rientra tra le fonti del diritto.

## Storia

### Età antica
Già nel diritto romano era in vigore il principio scire leges non est verba earum tenere sed vim ac potestatem; del resto la
iurisprudentia  era per i romani la scienza del diritto, in origine monopolio del collegio sacerdotale dei pontefici, cui competeva la determinazione delle norme di diritto (ius): la loro opera, che si pronunciava su casi concreti, formalmente appariva ricognitiva dello ius, ma in realtà creava ius, procedendo alla sua determinazione non solo sulla base degli usi tradizionali (mores maiorum), ma anche di valutazioni in via equitativa, che portavano ad adeguare la norma di volta in volta alle esigenze. Si assisteva così a una interpretazione continuamente evolutiva per opera della giurisprudenza dei pontifex, che si arricchì poi man mano di nuovi istituti, mantenendosi nel solco degli istituti tradizionali.
Il monopolio pontificale della giurisprudenza dura sino al III secolo a.C., lasciando luogo ad analoga attività di interpretazione da parte della giurisprudenza laica, aperta a chiunque abbia acquisito prestigio per la propria personale competenza nella materia. Si noti che, non esistendo fonti scritte di diritto, l'attività del collegio sacerdotale dava adito a gravi e probabilmente fondati dubbi di arbitrarietà, in special modo quando una vertenza vedeva contrapposti un patrizio (nobile) e un plebeo. Per tale ragione si giunse alla stesura delle "Leggi delle XII tavole" e al successivo sviluppo del diritto romano classico fino alla codificazione ad opera dell'Imperatore Giustiniano mediante il Corpus iuris civilis anche per tale motivo si ritiene che la tradizione del diritto nell'antica Roma è dunque alla base del moderno sistema legale di civil law vigente in Europa e in via di introduzione anche in Cina.

### Medioevo
L'evoluzione giuridica in Europa ha le sue radici proprio nella penisola italiana; i glossatori, quali Pepone, Irnerio e Graziano, furono i primi eruditi a lavorare sugli antichi Codici del diritto romano, guidandone la transizione durante tutto il medioevo. A Cino da Pistoia, Bartolo da Sassoferrato e Baldo degli Ubaldi si deve poi la formazione della nuova scuola di interpretazione delle fonti romane, detta dei commentatori: questi superarono il metodo della glossa per rendere lo stile più libero di confrontarsi con i testi giuridici giustinianei, non fermandosi al significato letterale delle parole ma interpretandone il senso in modo più estensivo, soprattutto al fine di adattare lo spirito delle regole romanistiche alle nuove esigenze di regolazione economica e sociale del tempo.

### Età moderna
In età moderna contributo significativo fu dato all'inizio del XIX secolo dal codice civile napoleonico, che influenzò la tradizione giuridica nella penisola italiana. Dopo l'unità d'Italia la regolazione dei rapporti privati dei cittadini nella loro vita quotidiana, del commercio, del processo civile, del processo penale, fu prevista nel codice civile e nel codice di commercio insieme al codice di procedura penale e nel codice penale (in quest'ultimo caso prima il codice sardo del 1859, poi quello varato dal Ministro Zanardelli nel 1889 e poi quello riformato dal Ministro Rocco nel 1930). Sul piano del contributo politico al rafforzamento dell'Italia, il ruolo dei giuristi italiani "appare il nerbo e la dimensione caratteristici del nuovo Stato, con i giuristi né impassibili né estranei, ma anzi coinvolti nella comune edificazione e impegnatissimi in una adeguata cementazione della costruenda struttura".

## Descrizione

### Significato concettuale
L'interpretazione giuridica di un testo normativo non implica una mera conoscenza di esso in sé già espressa, bensì comporta l'analisi e la formulazione di una o più ipotesi circa il significato e, contestualmente, la risoluzione di potenziali conflitti che possono insorgere, o son già in atto, nella sua applicazione. Dal punto di vista dei soggetti che svolgono l'attività interpretativa si suole distinguere tra interpretazione giudiziale, interpretazione dottrinale e interpretazione autentica.
L'attività assume tuttavia valore vincolante soltanto quando sia compiuta dalla magistratura dello Stato nell'esercizio della funzione giurisdizionale. L'interpretazione della disposizione, attraverso cui il giudice giunge alla decisione del caso sottoposto al suo esame, svolge il suo ruolo autoritativo nei confronti delle sole parti del giudizio, che sono le sole destinatarie del provvedimento del giudice. Le massime consolidate della giurisprudenza concorrono inoltre alla formazione del diritto sia nei sistemi di common law che di civil law con minore incidenza in questi ultimi.
La giurisprudenza, come studio del diritto, può essere interpretata attraverso molteplici paradigmi epistemologici. Secondo alcune prospettive contemporanee, come quella elaborata nel testo La condición multiparadigmática del derecho (La condizione multiparadigmatica del diritto) di Nicolás Salvi (2024), il diritto può essere considerato una scienza multiparadigmatica. Questa concezione si basa sull'idea che coesistano tre principali matrici disciplinari: analitico-dogmatica, analitico-realista e interpretativista. Tale approccio evidenzia come il diritto non sia confinato a un'unica visione epistemologica, ma si arricchisca grazie alla pluralità dei paradigmi, favorendo un'interpretazione più dinamica e comprensiva delle norme giuridiche.

### Il rapporto con le fonti del diritto
Il termine in senso più strettamente letterale indica il complesso delle decisioni giudiziarie che si sono avute in merito all'applicazione di una norma giuridica, mediante la sua interpretazione e la formulazione di un principio del diritto; nei sistemi giuridici di common law i precedenti desumibili dalle decisioni giudiziarie sono vere e proprie fonti del diritto. Nel diritto italiano e in generale nei sistemi di civil law la sentenza del giudice produce, invece, effetti solo nei confronti delle parti, non cristallizzandosi nell'ordinamento come un vero e proprio precedente formalmente vincolante erga omnes.
Va comunque ricordato che anche nei sistemi di civil law le sentenze delle corti supreme assumono grande importanza pratica alla luce della funzione nomofilattica; si deve inoltre riconoscere all'elaborazione giurisprudenziale il merito di aver favorito, in alcune fasi della storia giuridica dell'Italia, una certa evoluzione del diritto, mediante l'interpretazione del dato normativo in senso più coerente con i tempi.
In Italia, secondo alcuni studiosi, tra i quali basti citare Giuseppe De Rita, la funzione giurisprudenziale sarebbe divenuta nel mondo contemporaneo talmente importante da prendere "il sopravvento su quella legislativa", evidenziando "l'affievolimento delle funzioni politiche (legislativa e di governo) rispetto alla crescita della funzione giurisdizionale; e, all'interno di quest'ultima, la silenziosa prevalenza dei più alti riferimenti giurisprudenziali". Ciò si spiega con la crescente richiesta di equità che già da anni, negli ordinamenti di common law, aveva portato alle class action ed alle "public law litigations", con cui i cittadini agiscono in giudizio con ogni forma di contestazione delle politiche pubbliche assunte dai poteri rappresentativi.
I giudici civili e amministrativi aditi, ispirati dal primato dell'interpretazione equitativa, reagiscono alle istanze delle masse costruendo "sentenza dopo sentenza un corpo di norme coerenti con le attese di equità dei singoli e delle comunità in cui vivono" ed in questo modo supplendo alle carenze ed alle incertezze della classe politica. 
Applicando al giudice penale il nuovo ruolo assunto dalla giurisprudenza nelle società contemporanee, Mauro Calise sostiene che "complici il declino dei partiti e la crescente frammentazione del Parlamento, la magistratura si ritrova ad assolvere a un ruolo di supplenza politica. (...) nella grande maggioranza dei casi, giudici e magistrati farebbero molto volentieri a meno dei riflettori che sempre più implacabili si accendono sulle loro indagini. Ma, al tempo stesso, senza l'ipocrisia di non sapere che in alcuni casi isolati ma molto rilevanti la visibilità ha coinciso con le sorti di importanti carriere politiche". Ne deriva "l'intreccio tra magistratura e media (...) questa spirale perversa quasi mai nasce da una intenzione soggettiva, e tanto meno cospirativa. Ma riflette la diabolica sinergia tra la logica del diritto penale e quella che regola la notiziabilità mediatica"
L'art. 12 delle disposizioni sulla legge in generale contenute nel codice civile italiano espressamente impongono di valutare non soltanto il "significato proprio delle parole secondo la connessione di esse" (c.d. interpretazione letterale), ma anche la "intenzione del legislatore".

## Nel mondo

### Italia
Il termine identifica anche il corso di laurea finalizzato allo studio del diritto e dell'interpretazione giuridica: tale facoltà è denominato nelle leggi dello Stato con l'acronimo LMG/01 - Laurea Magistrale in Giurisprudenza ed il titolo conseguito al termine del corso è quello di "dottore magistrale in Giurisprudenza". Il corso ha durata quinquennale ed ha come possibili sbocchi le professioni legali tradizionali (avvocatura, notariato, magistratura), la pubblica amministrazione italiana e la dirigenza pubblica, nonché varie altre figure professionali del mondo del lavoro in cui sia richiesta una formazione di tipo giuridico o giuridico-economico. 
Il piano di studi dei corsi di laurea magistrale in Giurisprudenza è fondato su un corpo omogeneo pari a 300 crediti formativi universitari di materie giuridiche sia di tipo sostanziale (per es. diritto costituzionale, diritto privato, diritto commerciale, diritto amministrativo, diritto del lavoro e della previdenza sociale, diritto tributario, diritto penale, diritto internazionale e diritto dell'Unione Europea), sia di tipo processuale (diritto processuale civile, diritto processuale penale e diritto processuale amministrativo), a cui si aggiungono ulteriori insegnamenti di tipo economico (per es. economia politica, politica economica, scienza delle finanze, economia pubblica) e storico-filosofico (per es. diritto romano, storia del diritto, filosofia del diritto). I piani di studio prevedono inoltre la possibilità di scegliere ulteriori esami opzionali nell'ambito del diritto, dell'economia e delle altre scienze sociali.
Il percorso formativo di coloro i quali intendano intraprendere le professioni legali può proseguire con ulteriori due anni di studio presso una Scuola di specializzazione per le professioni legali, i cui posti a numero programmato sono assegnati per concorso pubblico bandito dal Ministero della giustizia d'intesa con il Ministero dell'istruzione, dell'università e della ricerca. Gli aspiranti avvocati e notai hanno, inoltre, la possibilità di frequentare i corsi post laurea delle Scuole forensi e delle Scuole di notariato, insieme a un praticantato professionale necessario ai fini dell'accesso agli esami di Stato che abilitano legalmente all'esercizio della professione.
I laureati in Giurisprudenza possono anche proseguire gli studi presso Dottorati di Ricerca (Ph.D.) nell'ambito di un settore scientifico-disciplinare del diritto o dell'economia, a cui si accede per concorso pubblico. Essi rappresentano nell'ordinamento italiano il più alto riconoscimento accademico e conferiscono una formazione scientifica molto avanzata, generalmente propedeutica alla carriera universitaria o allo sviluppo di ulteriori carriere presso aziende o istituzioni pubbliche.